# Stephan Aschböck
Stephan Aschböck (Mittersill, Salzburg, 1956) is een Oostenrijkse jazz-toetsenist (piano, keyboards, elektronica) en componist.

## Biografie
Aschböck studeerde piano en compositie aan het conservatorium in Wenen en aan de Hochschule für Musik und darstellende Kunst Wien, bij Fritz Pauer. Hij werkt als freelance-muzikant en componist in de jazz, de geïmproviseerde muziek en de elektroakoestische en elektronische muziek.
Aschböck is oprichter en leider van drie groepen: Koan, Suckpower en Pentadom. Hij heeft gewerkt met musici als Wolfgang Puschnig, Harry Sokal, Bumi Fian, Wolfgang Reisinger, Wolfgang Mitterer, Jean-Paul Céléa en Jojo Mayer en trad op tijdens allerlei jazzfestivals in Europa.
In 1992 voerde Pentadom voor de eerste maal het werk The Very Moment op tijdens het Internationale Jazzfestival Saalfelden. Bij de eerste opvoering van Thomas Pernes' Songs of an Imaginary Voice deed Aschböck de elektronica. Hij heeft meerdere keren shows gegeven als elektronica-muzikant. Met Helge Hinteregger heeft hij een duo, Rote Zone. Hij maakte deel uit van The Comfort of Madness.
Aschböck componeerde filmmuziek (o.a. voor Hanna und Valentino van Fritz Lehner en Mautplatz van Christian Berger) en muziek voor toneel (o.a. voor Wolken.Heim van Elfriede Jelinek).

## Discografie
- Stephan Aschböck Pentadom – „The Very Moment“ met Bumi Fian, Woody Schabata, Robert Riegler, Thomas Lang (Extraplatte 1992)
- Stephan Aschböck Pentadom II – „Visitors“ met Bumi Fian, Klaus Dickbauer, Jean-Paul Céléa, Wolfgang Reisinger (1999)